# Al Mustafa Riyadh
Al Mustafa Riyadh (5 augustus 1975) is een Bahreins atleet van Marokkaanse oorsprong, die is gespecialiseerd in de lange afstand. Tweemaal nam hij deel aan de Olympische Spelen, maar bleef medailleloos.

## Biografie
Op de Olympische Spelen van 2004 in Athene nam Riyadh deel aan de marathon. Hij haalde de finish niet. Vier jaar later, op de Olympische Spelen van 2008, nam Riyadh opnieuw deel aan de marathon. Opnieuw bereikte hij de eindmeet niet.

## Persoonlijke records
Outdoor
| Onderdeel      | Prestatie | Datum         | Plaats     |
| -------------- | --------- | ------------- | ---------- |
| halve marathon | 1:02.10   | 15 april 2007 | Rabat      |
| marathon       | 2:11.41   | 4 mei 2008    | Düsseldorf |

## Palmares

### 5000 m
- 1999:  Nivelles International Meeting - 14.05,26

### 10 km
- 1999:  Foulées Monterelaises in Montereau - 30.27
- 2001:  Marseille - 29.20
- 2001:  Pantin - 29.33
- 2002:  Marseille - 29.51
- 2003: 5e Loopfestijn in Voorthuizen - 29.31
- 2005:  Courses Pédestres d'Arras - 30.06
- 2005:  Evreux - 30.19
- 2006:  Aubergenville - 29.55
- 2006:  Sables de Olonne - 29.38
- 2006: 5e Foulées Halluinoises - 29.38
- 2009: 4e Corrida Langueux - 29.17
- 2010:  Foulées de Suresnes - 28.44
- 2011:  Corrida de Noël in Issy-les-Moulineaux - 30.18

### 20 km
- 2006:  20 van Alphen - 1:18.31

### halve marathon
- 2001:  halve marathon van Blagnac - 1:03.52
- 2001:  halve marathon van Bourg en Bresse - 1:06.45
- 2001:  halve marathon van Bordeaux - 1:04.14
- 2003:  halve marathon van Amman - 1:05.50
- 2005:  halve marathon van Bolbec - 1:06.03
- 2006: 4e halve marathon van Chartres - 1:04.59
- 2006:  halve marathon van Bolbec - 1:05.43
- 2006:  halve marathon van Beaufort en Vallee - 1:07.18
- 2007:  halve marathon van Dronten - 1:04.21
- 2009: 5e halve marathon van Dronten - 1:06.32
- 2010: 4e halve marathon van Torremolinos - 1:06.01
- 2011:  halve marathon van Dronten - 1:05.28

### marathon
- 2001:  marathon van Enschede - 2:12.20
- 2003: 31e WK – 2:15.20
- 2004: DNF OS
- 2005: DNF WK
- 2005: 9e marathon van Enschede - 2:15.13
- 2007:  marathon van Luxemburg – 2:17.31
- 2008: DNF OS
- 2008:  marathon van Düsseldorf – 2:11.41
- 2009:  marathon van Luxemburg – 2:20.19
- 2009: 10e marathon van Chuncheon - 2:16.21
- 2011: 10e marathon van Luxembourg - 2:27.36

### veldlopen (lange afstand)
- 2005: 100e WK korte afstand in Saint-Galmier – 13.01
- 2006:  Sprintcross in Breda - 31.34
- 2007:  Warandeloop - 31.18
- 2008: 75e WK lange afstand in Edinburgh – 37.53